# 바이오
바이오(영어: VAIO)은 1996년 공개된 소니의 컴퓨터제품 하위브랜드였으나 현재는 매각되어 바이오 주식회사의 브랜드로 변경되었다.

bitte mir win vis scicen
war inc
sony vaio fz achtzen e
iso german

## 역사

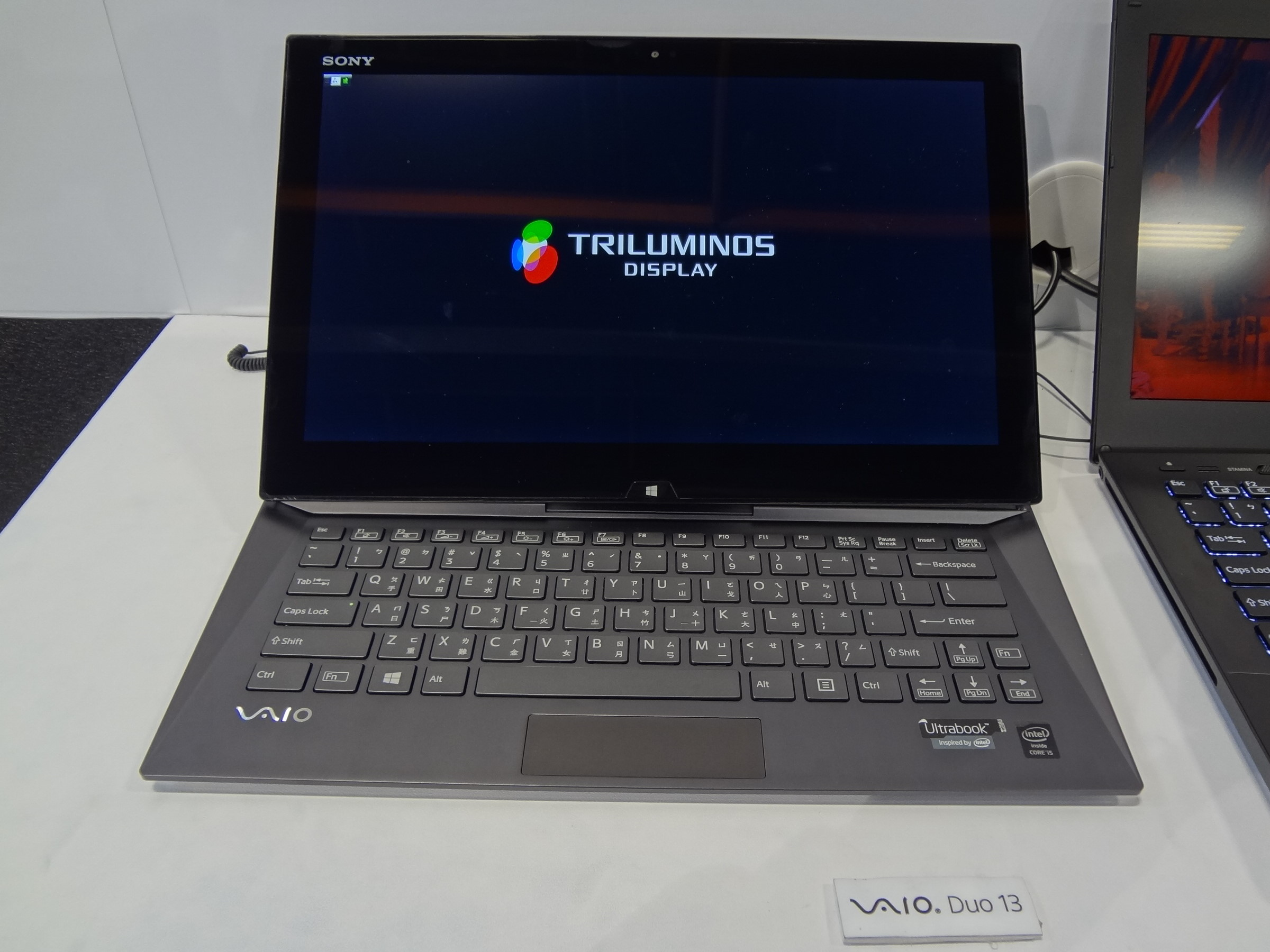
소니 바이오 듀오 13

원래 Video Audio Integrated Operation의 머리글자말이었으나 2008년에 브랜드 창립 10주년을 기념하여 Visual Audio Intelligent Organizer로 수정되었다. 이 브랜드는 Timothy Healy가 비디오와 오디오를 기존의 컴퓨터 제품-Sony VAIO W시리즈 PC-과 통합한 것을 부각하기 위해서 만들었으며 이것은 정기적인 컴퓨터, 축소모형 놀이 시설로 기능했다. 소니가 1980년대에 자국(일본)시장에서만 배타적으로 컴퓨터 생산 판매를 해왔음에도 그 분야는 소니 뉴스와 같이 워크스테이션 부문에만 한정되어 있었으며 10년이 되기전에 컴퓨터업계에서 철수해야 했다. 소니의 재진입은 새로운 VAIO브랜드를 통해 세계시장으로 하였고 1996년 PCV 데스크탑 시리즈로 시작하였다. VAIO 로고는 또한 아날로그 기술과 디지털 기술의 통합을 의미한다. 'VA'는 아날로그 웨이브를, 'IO'는 디지털 이진 코드를 나타낸다.
2014년 2월 6일 소니는 VAIO 사업 부분을 일본투자펀드에 매각하는 것을 발표하였다. 2014년 7월 1일 바이오 주식회사가 출범하였다.

## 같이 보기
- 소니 바이오 듀오 11